# Fuegini
I Fuegini (o Fueghini) erano una popolazione autoctona della Terra del Fuoco, abitanti nella zona più meridionale del Sud America, in corrispondenza della Patagonia cilena e argentina.
Furono osservati da Charles Darwin che entrò in contatto con loro durante il suo viaggio a bordo del Beagle.

## Storia
È un popolo considerato ormai estinto; ad oggi rimane solo qualche discendente non più purosangue, che per di più sta perdendo ogni riferimento con la tradizione e la cultura fuegina. L'ultimo Fuegino nativo indigeno purosangue è morto nel 1999.
Tra le cause della decimazione vi sono sicuramente il contatto con gli Europei e le malattie da essi portate: quando questi ultimi, i cileni e gli argentini si trasferirono nelle isole verso la metà dell'Ottocento, ed ebbero i primi contatti con gli indigeni, portarono con sé anche un bagaglio di malattie virali, quali il vaiolo e il morbillo, nei confronti delle quali i Fuegini non poterono opporre nessuna difesa, mancando il loro organismo degli anticorpi specifici, quindi in pochi decenni il loro numero passò da alcune migliaia (10.000) a qualche centinaio (350).

## Caratteristiche
Le loro origini sono asiatiche, visto che i loro antichi antenati furono i Mongoli, dei quali hanno conservato alcune caratteristiche somatiche, come per esempio il colore della pelle giallo-scura, gli occhi a fessura, il corpo robusto e tozzo, l'altezza media piuttosto bassa, tranne gli alti Ona, gli arti inferiori piccoli. Alcuni specialisti propongono l'ipotesi di una discendenza legata agli aborigeni australiani, che avrebbero preceduto l'arrivo dei mongoli.
Una delle caratteristiche che colpì gli Occidentali fu la loro enorme capacità di sopportare il freddo glaciale. Questo era possibile grazie anche alla formazione di un esteso strato di grasso sotto la pelle, oltreché per la dieta.

## Usi e costumi
La popolazione Fuegina era composta da varie tribù, che abitavano in zone diverse, o sulla costa o nell'interno del territorio, per questa ragione svilupparono usi, costumi, abitudini diversi.
La tribù Ona, che abitava all'interno della grande isola della Terra del Fuoco, praticava la caccia, soprattutto del guanaco; dal punto di vista linguistico, culturale e morfologico era affine ai "Teuelche", tribù nativa della Patagonia, decimata dai coloni argentini verso la fine dell'Ottocento; durante le battute di caccia impiegavano i cani e utilizzavano strumenti come l'arco, le frecce, le fionde.
Le tribù Yámana, Alakaluf, pescatori, definiti gli "Indiani delle canoe", si nutrivano di pesci, di uccelli di mare, di foche, e talvolta di carne di balene, comunicavano tramite un linguaggio autonomo e isolato, e si trasferivano utilizzando come mezzo di trasporto le canoe, che però erano alquanto rudimentali e fragili; durante la pesca usavano fiocine, lance e arpioni.
La loro dieta era povera di cibi vegetali e ricca di grassi animali, che venivano conservati in particolari budelli, tendenzialmente sepolti sotto terra, per farli irrancidire in modo ottimale.
Tutte le tribù Fuegine condividevano uno stile di vita nomade.
Il loro abbigliamento era molto semplice ed era costituito da un mantello di pelle di guanaco. La pelle di guanaco veniva utilizzata anche per formare gli accampamenti della tribù Ona, simili a tendoni, mentre le tribù costiere vivevano in capanne.
La loro vita sociale, oltre che nelle spedizioni di caccia, si esercitava all'interno di tendoni grandi, adibiti a centri di formazione per i giovani, di istruzione e apprendistato per gli sciamani, oltre come luoghi di riti e di iniziazioni.
Vivevano in comunità costituite da poche famiglie, di tipo monogamico, anche se i cacciatori della tribù Ona sequestravano la moglie del nemico ucciso.

## Mitologia e religione
Le tribù Ona e Yámana presentavano molte affinità per quanto riguarda i miti:
gli Yamana riverivano un piccolissimo uccellino colibrì (famiglia trochilidae), mentre gli Ona avevano elaborato il culto dell'eroe, ovverosia la mitizzazione di uno scopritore fondamentale per la tribù.
Per entrambe le tribù, il mito della creazione chiariva la formazione dell'arcipelago, e della conformazione dell'oceano; il mito del diluvio, indotto dalla Donna-Luna, maestosa ma cattiva, moglie dell'arcobaleno spiegava le cause del clima perennemente burrascoso; il mito sull'origine della morte chiudeva la trilogia dei miti fondamentali per i Fuegini.
Altri due animali erano stati immortalati nei racconto mitologici: il leone marino e l'albatross.
Uno dei miti più diffusi era quello dei due fratelli rivali, ognuno dei quali cercava di imporre le proprie leggi.
Un altro mito popolare riguardava la Donna-Luna strangolatrice del Vecchio-Sole, che era scappato, nascondendosi nel cielo; i Fuegini, infatti, credevano nella esistenza di una precedente epoca matriarcale.
Ona e Yamana praticavano una forma di religiosità, in cui emergeva la figura di una divinità immateriale, che dimorava nel cielo. La figura che si rivolgeva a lui era una specie di sciamano, che durante uno stato di trance, usciva dal suo corpo e si trasferiva nell'aldilà per invocare aiuti, concessioni, favori, tra i quali guarigioni, rivalse e vendette da compiere, controllo dei fenomeni atmosferici. Lo sciamano, grazie ai contatti con l'aldilà, acquisiva l'energia necessaria per eseguire questi compiti.
I Fuegini ritenevano colpevoli gli spiriti maligni di molte calamità e sciagure, quindi eseguivano una serie ben definita di riti per liberarsene. Quando uno di loro veniva colpito dal vaiolo, gli altri scappavano brandendo le armi in mano e lanciando acqua per contrastare lo spirito; una volta arrivati a destinazione eseguivano altri riti, come infilare le armi in terra, per tenere a distanza l'entità maligna.

## Terra del fuoco
La denominazione "Terra del fuoco" si riferisce al fatto che le tribù fuegine usavano accendere le braci, sfregando e colpendo un materiale come la selce su un pezzo di pirite. Queste braci erano numerose e spesso venivano introdotte anche sulle canoe.
Inoltre venivano utilizzati i fumi come mezzo di comunicazione.
Gli esploratori che osservarono i Fuegini, restarono impressionati dal grande uso di fuochi.

## L'incontro con gli Europei
Nel diario di Darwin (1809-1882) vennero descritti con una certa accuratezza gli indios Yamana, incontrati la prima volta l'8 dicembre 1832. Gli Yamana erano una delle principali tribù fuegine originarie della Terra del Fuoco.
I Fuegini-Yamana apparvero a Darwin come esseri inferiori, selvaggi, sudici, spesso dediti all'antropofagia e fermi nel loro sviluppo evolutivo.
In realtà l'esperimento antropologico effettuato dimostrò parzialmente il contrario, dato che i Fuegini portati in Inghilterra e rieducati mostrarono sorprendenti capacità culturali, di adattamento e di apprendimento, anche se una volta riaccompagnati nella loro terra di origine, ripresero una parte delle abitudini primitive.